# Florizel Louis de Drouin
Pour les personnes ayant le même patronyme, voir Drouin.
Louis Drouin de Rocheplatte ou Florizel-Louis de Drouin, comte de Rocheplatte, est un militaire et une personnalité politique française de la Restauration né le 17 janvier 1767 à La Neuville-sur-Essonne dans l'ancienne province de l'Orléanais et décédé le 5 janvier 1852 à Orléans dans le département du Loiret.
Il exerce les fonctions de député du Loiret et de maire d'Orléans durant la période dite de la Seconde Restauration.

## Biographie
Florizel-Louis de Drouin est issu d'une famille noble (preuves 1518) de la région naturelle du Gâtinais, il est le fils de Philippe Drouin, chevalier de Bouville, et d'Adélaïde Poisson de Lorvilliers ; il entre à l'école militaire et hérite du château de Rocheplatte à Aulnay-la-Rivière (Orléanais puis Loiret).
Au cours de la Seconde Restauration, il exerce les fonctions de maire d'Orléans de 1816 à 1830 et de député du Loiret à la chambre des députés des départements du 13 novembre 1820 au 24 décembre 1823 lors de la deuxième législature, puis du 6 mars 1824 au 5 novembre 1827 lors de la troisième législature.
Royaliste, il vote avec la majorité ministérielle, se prononce pour les lois d'exception et quitte la vie politique en 1830.
Drouin de Rocheplatte a un fils, Albert né en 1798 et mort 1893.
Il meurt le 5 janvier 1852 à Orléans.

## Distinctions
Drouin de Rocheplatte est chevalier de la Légion d'honneur.
Un boulevard d'Orléans rappelle son action politique, suivant la délibération du conseil municipal du 18 février 1889[réf. nécessaire].
Les armes des Drouin de Bouville et de Rocheplatte se blasonnent ainsi :
| Blason | Blasonnement : « Parti d'argent et de sable au lion de l'un en l'autre ». |

## Sources
- « Florizel Louis de Drouin », dans Adolphe Robert et Gaston Cougny, Dictionnaire des parlementaires français, Edgar Bourloton, 1889-1891 [détail de l’édition]